# Клуб-музей Камчатка
Клуб-музей «Камчатка» — вугільна котельня з народною назвою «Камчатка» на вулиці Блохіна, д.15 в Санкт-Петербурзі, що одержала відомість завдяки роботі в ній легендарного рок-музиканта Віктора Цоя. Тут влаштовувалися музичні вечори і репетиції, через що місце і стало популярним. Зараз «Камчатка» — клуб-музей Віктора Цоя. Тут представлені особисті речі Цоя, проводяться концерти.

## Історія
Котельня знаходиться в центрі міста недалеко від Петропавлівської фортеці та стадіону «Петровський». Вона опалювала жіночий гуртожиток 1-го ремонтно-будівельного тресту міста Ленінграда. Будинок великий, шестиповерховий, 1938 року побудови зі звичайною для гуртожитків коридорною системою планування — один туалет і кухня на поверсі. Котельня була місцем неофіційних концертів, чому сприяло окреме розташування її будинку. На першому поверсі, над котельнею, знаходилася бойлерна з двома великими баками для нагріву води. Додаткову ізоляцію створювало те, що перший поверх будинку був нежитловий, тому не було чутно, що відбувається в «Камчатці». 
В котельню Цоя влаштував Сергій Фірсов (Фірсову це запропонував і допоміг Анатолій Соколов) після того, як сам влаштувався туди працювати кочегаром в 1986 році. Віктор Цой працював у ній на посаді кочегара з осені 1986 до весни 1988 року. Працювати було потрібно, оскільки існувала стаття про тунеядство, а музична діяльність не вважалася тоді офіційним працевлаштуванням. Котельня була місцем неофіційних концертів. 
В котельні у свій час працювали і Олександр Башлачьов, і Слава Задерій, Андрій Шаталін, музикант «Аліси», Віктор Бондарик, Андрій Машнін (лідер гурту «Машнін-бенд»), Олег Котельников і ін. 
У 1987 році в ній відбувалися зйомки фільму «Рок».
Робота кочегаром подобалася Цою, в інтерв'ю, яке він дав у фільмі «Рок», Віктор Цой, підкидаючи вугілля в топку, сказав наступне: 
|                                         | «Чому я працюю грубником?.. Робота така... натуральна... Тут не можна прикинутися, як у всіх цих конторах. Ти кидаєш вугілля в топку, і людям, які нагорі, тепло. Всім відразу все видно... Я просто відчуваю себе вільним. Абсолютно вільним». |
| — Фільм «Рок» (реж. А.Е. Учитель), 1987 | |

У Віктора навіть була тематична пісня «Я хочу бути кочегаром».
Цой звільнився в кінці 1988 року (або в січні 1988), коли зоряний статус дозволяв не боятися кримінальної відповідальності за статтею «дармоїдство», та й гонорари за концерти перестали бути символічними. 
До кінця 80-х років активна музична діяльність в «Камчатці» почала згасати, в 1887 році пішов Святослав Задерій, в січні 1988 року звільнився Віктор Цой, в лютому того ж року помирає, покінчивши життя самогубством, Олександр Башлачев, трохи пізніше звільняється Олег Котельников, через рік з котельні йде Сергій Фірсов. Так, поступово котельня порожніє, більшість музикантів починають повною мірою займатися творчою діяльністю, заробляючи на цьому. Останніми «Камчатку» залишають в 1995 році Андрій Машнін і Олег Антипенко.
Після смерті Віктора котельня стала місцем паломництва його шанувальників.
Камчатка працювала як котельня до початку 2000 року. Після того, як будинок підключили до центрального опалення котельню закрили та закинули.

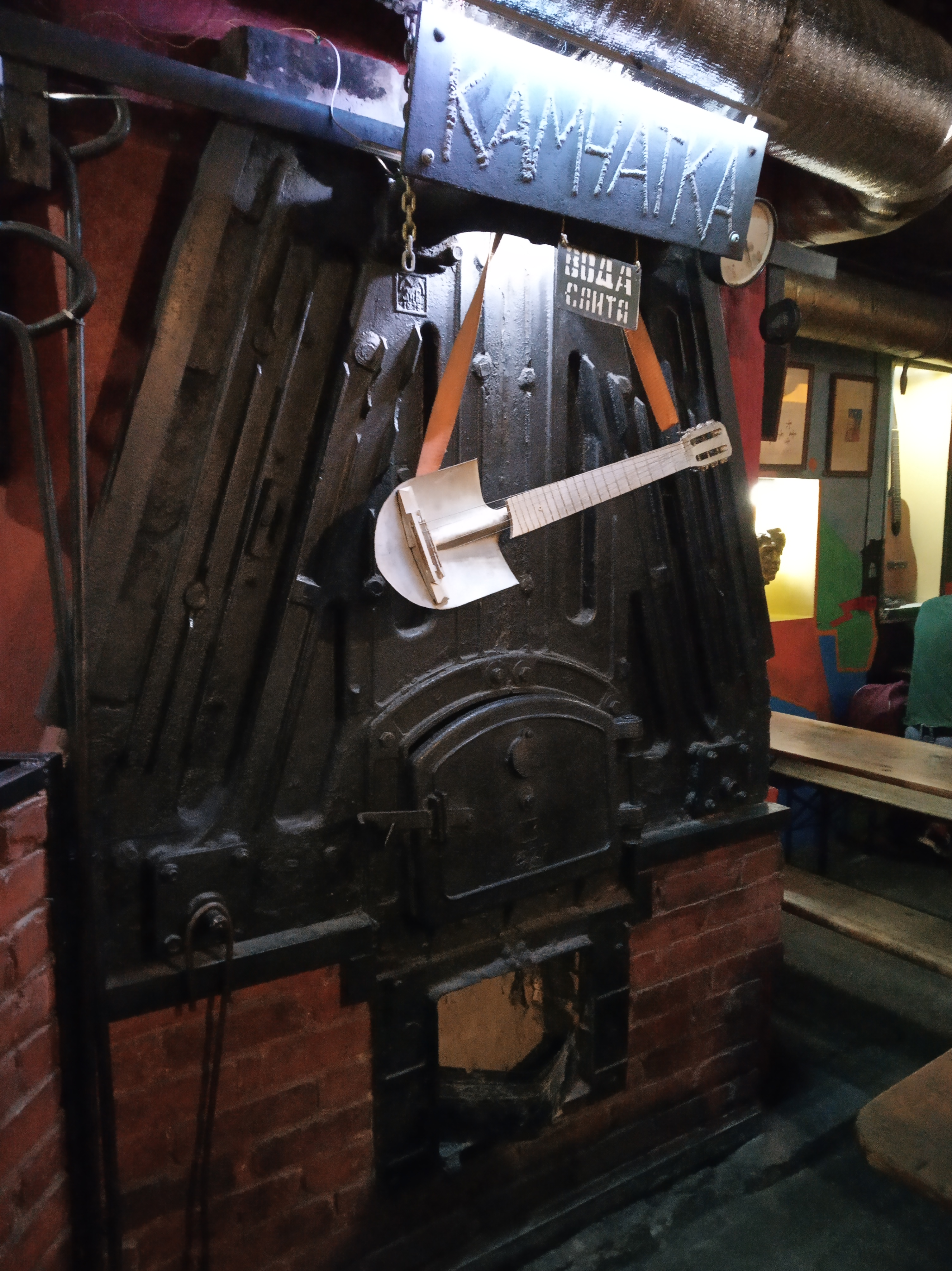
«О-о-о-о, це дивне місце Камчатка,
О-о-о-о, це солодке слово Камчатка.
Я не бачу тут їх, я не бачу тут нас,
Я шукав тут вино, а знайшов третє око...»
— рядки з пісні «Камчатка» із альбому «46», — другого музичного альбому, який був записаний рок-групою «Кино» у 1983 році, поширений Олексієм Вишнею без згоди музикантів, і фактично є демозаписом майбутнього студійного альбому «Начальник Камчатки».
На фото піч в котельні «Камчатка».

### Клуб-музей
Спочатку художник та бізнесмен Олексій Сергієнко з друзями взявся відновити котельню. Котли прибрали та зробили зал, у якому встановили невелику сцену, а вугільну перетворили у бар. Поступово було зібрана експозиція, в яку увійшли пластинки та афіші, світлини, дипломи гурту «Кіно». Один з найцінніших експонатів — 12-ти струнна гітара Віктора Цоя, подарована дружиною музиканта Мар'яною і зберігається під склом в окремій ніші. У 2003 році тут відбувся перший концерт. У 2003 році завдяки Сергію Фірсову були зібрані документи і зареєстровано творче об'єднання «Клуб-музей Котельня Камчатка». Директором клубу-музею «Камчатка» є друг Віктора Цоя, музичний продюсер, Сергій Фірсов
При організації музею були зібрані особисті речі Віктора Цоя та інших музикантів, які працювали в котельні. Більшість експонатів взяті з колекції Сергія Фірсова, гітара, віддана в музей дружиною Цоя — Мар'яною, також свій внесок внесли Андрій Полканов і Павло Беленовскій. Цікаво, що творці музею не звернулися до матері Віктора, хоча у неї було багато його особистих речей. Валентина Цой була не проти допомогти музею, як вона говорила в своєму інтерв'ю, але організатори музею не захотіли зв'язатися з нею.
У 2006 році будинок, у якому розміщується музей, був переданий з муніципальної власності приватній фірмі ЗАТ «Містобудівник Санкт-Петербурга», яка планувала знести будинок, а на його місці побудувати дорогий готель. У травні 2007 року вдалось домогтись збереження музею. Велику роль в організації захисту «Камчатки» зіграли Дмитро Шагін і Олег Гаркуша, з їх допомогою були підняті народні маси, які змогли зупинити знесення приміщення. Цікаво, однак, що мати Віктора Цоя не висловився на захист «Камчатки», так як вона не сильно любила саму котельню і вважала період роботи сина в ній не кращим в його житті, та й саму роботу кочегаром невідповідною для свого сина.
Після того, як організація погодилася залишити приміщення «Камчатки» недоторканим, керівництво клубу-музею і його головні захисники зустрілися в котельні з губернатором міста Валентиною Матвієнко. Вона пообіцяла, що збереже культове для багатьох музикантів місце, і воно не буде піддано євроремонту, як вся інше будівля, щоб зберегти атмосферу часу. Однак на додаток вона попросила якось регламентувати концертну діяльність клубу, так як зайвий шум заважав мешканцям будинку. У відповідь Дмитро Шагін запропонував губернатору зробити музей офіційним, так як це могло б захистити будівлю, зробивши його пам'ятником культурної спадщини. Валентина Матвеенко пообіцяла розглянути цю пропозицію, але як тоді, так і зараз, ніяких дій в цю сторону зроблено не було.
Вдруге «Котельня Камчатка» була піддана небезпеці в 2013 році, коли у грудні 2013 знову з'явилася інформація про можливе знесення будівлі у зв'язку з визнанням його аварійним. У листопаді 2013 року здійснювали огляд будівлі комісією, але результат так і не було отримано. Збереження будинку взяв під контроль віце-губернатор Санкт-Петербурга і пообіцяв будівлю не зносити.
Щотижня тут проходять концерти, де виступають початківці та маловідомі колективи. Щорічно до Дня народження Віктора Цоя (21 червня) — проводяться музичні фестивалі, а 15 серпня проходить День пам'яті музиканта.
Вхід у музей безкоштовний, але під час проведення концертів (переважно у вечірній час) необхідно купувати квитки.

## «Камчатка» в культурі
У 1986 році в котельній Рашида Нугманова, тоді студент ВДІКу, фільмував свій короткометражний чорно-білий фільм «Йя-хха», який був його курсовою роботою. Музику до фільму написав Віктор Цой.
Рашид Нугманов тут знімав свій фільм «Йя-хха!». У 1987 році в котельні проходили зйомки фільму «Рок», режисер Олексій Учитель, де Віктор Цой підкидав вугілля в топку і говорив: «Я просто відчуваю себе вільним, абсолютно вільним».

## Експозиції і особливості організації музею
Вхід в музей розташований у дворі будинку, стіни якого розписані величезною кількістю різноманітних графіті і написів, присвячених Віктору Цою. Найбільш повторюваним написом є знаменита фраза «Цой живий». Серед інших написів також можна виділити назви міст, звідки приїжджають фанати, щоб відвідати музей. Стіни будинку прикрашені графіті із зображенням Віктора Цоя. Навпроти входу в котельню знаходиться зображення гітари, виконане в стилістиці шостого музичного альбому групи «Кино» — «Група крові».
При вході в музей розміщена меморіальна табличка зроблена скульптором Степаном Мокроусовим в 2002 році, на честь 40-річчя від дня народження В.Цоя. Табличка з датами життя і смерті Віктора Цоя, над нею розташовується пам'ятна дошка з горельєфом, яка представляє собою портрет музиканта, поруч з яким знаходиться гітара.
Оскільки котельня розташована в підвалі, то щоб потрапити всередину, потрібно спуститися вниз по сходах, які приведуть до вхідних дверей в музей. Всередині приміщення панує напівтемрява. Курити в приміщенні не можна.
Музей складається з двох приміщень, перша кімната — це сама кочегарня, зараз в ній розташовуються столи і лавки для відвідувачів, барна стійка і невелика сцена. З огляду на те, що це клуб, тут знаходиться барна стійка і продаються алкогольні напої. Друга кімнатка менших розмірів, свого часу тут працівники переодягалися в уніформу. Пізніше вони назвали її «Бутербродная», бо кімната була зручна для невеликих прийомів їжі під час роботи. 
Внутрішнє оздоблення стін приміщення зберігається в такому ж вигляді, у якому воно було в 80-х роках XX століття. Прямо навпроти входу розташована та сама топка, в яку кидали вугілля знамениті музиканти, вона ж з'являється у фільмі «Рок». Незважаючи на те, що вона зараз не використовується, манометр над нею через несправність показує тиск в кілька бар. Над топкою, прикріплено ланцюгами до труби, звисаючий напис «Камчатка», під яким висить саморобна гітара у вигляді лопати, подарована фанатами музею. Недалеко, в кутку, стоять вже справжні інструменти, якими користувалися кочегари — всі вони також залишилися з часів Цоя.
Барна стійка розташовується трохи лівіше. Тут же пропонуються для покупки речі, прикрашені символікою групи «Кино»: футболки, кружки, плакати, магніти та інші сувеніри. За стійкою стоїть плівковий магнітофон і телевізор, який показує відео з концертів і кадри з фільмів, про музикантів. Поруч розташовується і сучасний музичний центр з великою колекцією дисків, з яких відвідувачі самі можуть вибрати те, що їм подобається, і обрану музичну композицію їм за запитом поставлять.
Зліва в протилежному кутку знаходиться вішалка для одягу, яку використовували працівники котельні. Під нею зображений чорний силует міста і наклеєні кілька афіш з Ленінградського рок-фестивалю, які проходили в Ленінграді з 1983 по 1988 роки.

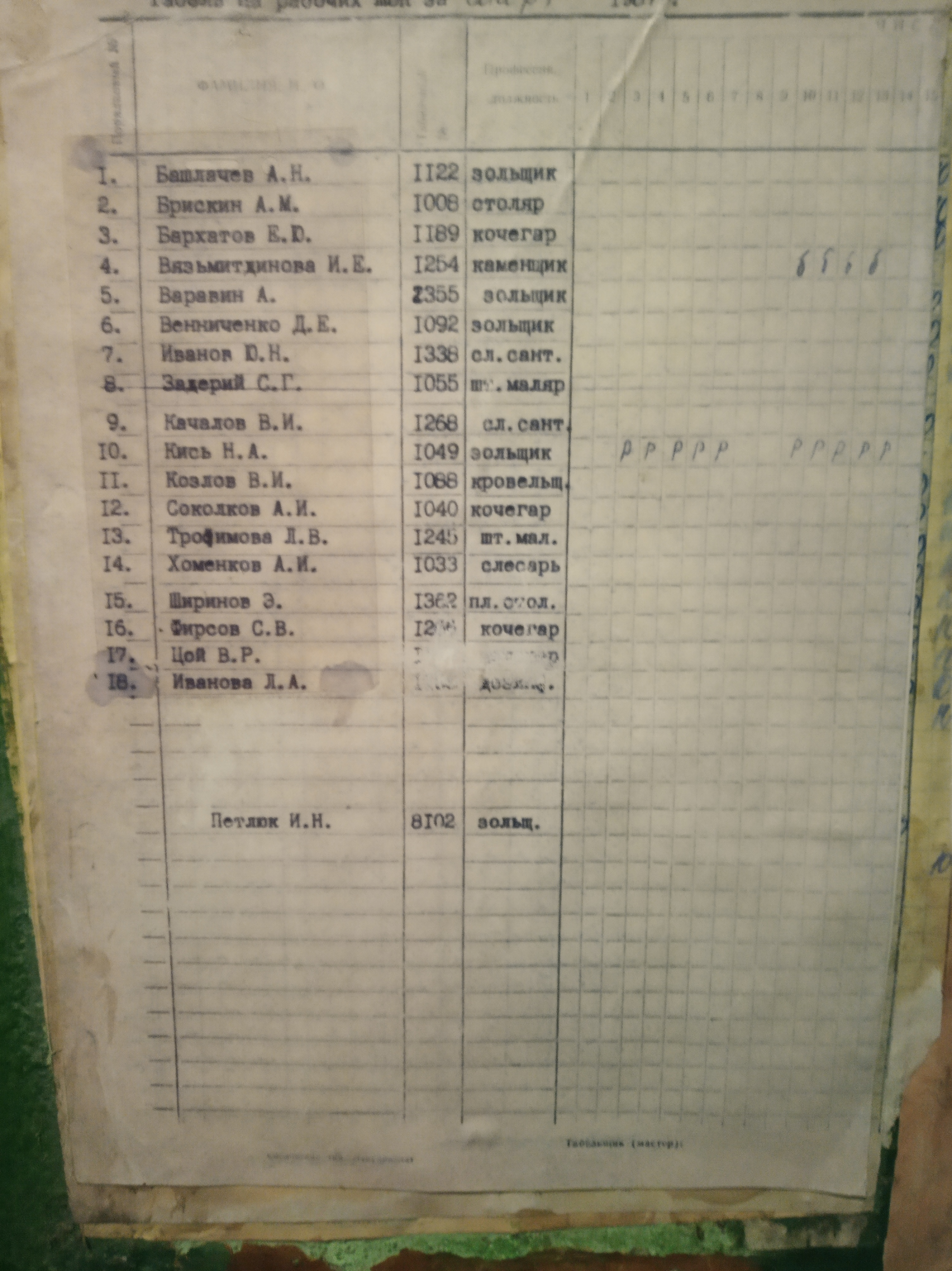
Список працівників котельні «Камчатки» з іменами Цоя, Фірсова, Башлачова, Задерія та ін.

Біля дверей розташовується ніша, в якій виставляється друкарська машинка, на якій Віктор Цой друкував свої пісні, щоб потім залітувати їх в Ленінградському рок-клубі. Сама друкарська машинка належала Павлу Беленовскому, і була їм в дар музею, коли він відкрився.
Поруч з друкарською машинкою знаходиться термос, з якого пили знамениті працівники цієї кочегарки. Це, мабуть, єдиний експонат в музеї, у якого є пояснююча табличка. У ньому записано: «Термос з полістиролу ємністю 3 літри з яким ходили за пивом в пивну точку в Ленінграді на вул. Космонавтів Віктор Цой, Олексій Рибін, Андрій Панов «Свиня» та інші. Передано в дар музею Андрієм Полкановим». Текст і орфографія автора збережені.
Праворуч від дверей можна побачити саморобний план евакуації з котельні, що зберігся ще з часів Цоя. Змінено тільки назву приміщення, з простої котельні в «музей-клуб Котельня Камчатка». З цього плану можна бачити зі скількох кімнат складається музей: на карті їх три, проте звичайний відвідувач може побачити тільки дві з них. Остання кімната використовується для адміністративних цілей, і стороннім вхід заборонений.
В музеї висять картини, намальовані творчим об'єднанням «Митьки» — дві репродукції: «Митьок» і «Смугастий рейс». Також тут можна побачити диск групи «Кино» — «Начальник Камчатки» з оригінальним оформленням. Це третій музичний альбом групи. Назва альбому придумана Олегом Котельниковим — тут проведена аналогія з відомим радянським фільмом "Начальник Чукотки" про молоду людину, яку послали на Чукотку боротися проти капіталістів. А так як на альбомі була пісня «Камчатка», то одне слово було змінено. Саме цей альбом тут висить, ймовірно, через назву, проте спочатку пісня «Камчатка» ніякого відношення до котельні не мала. Вона була написано ще до того, як Цой влаштувався працювати кочегаром. Для нього Камчатка була просто далеким і абстрактним місцем, яке лише підкреслює якусь абсурдність тексту пісні. Тут же під стелею висить адресна табличка з будинку номер 13 по вулиці Рубінштейна, де знаходився знаменитий Ленінградський рок-клуб.
Також в музеї можна побачити великий горизонтальний колаж з фотографій Віктора Цоя — з однієї фотографії, розмноженої і стилізованої в стилі поп-арт. (Поп-арт — це напрямок в образотворчому мистецтві Західної Європи і США кінця 1950-1960-х років, який виник як реакція заперечення на абстрактний експресіонізм.)
Слідуючи далі, в ніші розташовуються декілька музичних журналів і вінілова платівка альбому «Зірка на ім'я Сонце» — сьомий і останній прижиттєвий музичний альбом групи, записаний в 1989 році. Він єдиний з усіх був записаний в професійній студії, яка належала Валерію Леонтьєву. Обкладинка альбому з затемненням, з'явилася лише в 1996 році. При виданні вінілової платівки, дизайном обкладинки займався Андрій Гусєв. В рамках можна побачити кілька намальованих фломастерами малюнків В.Цоя, одна дерев'яна фігурка вирізана Віктором Цоєм. Дерев'яна фігура являє собою вигадану істоту з великими вухами і двома, що стирчать з голови, локаторами.
У наступній уздовж стіни ніші знаходиться набір вінілових платівок групи «Кино», Олександра Башлачьова, знаменитий альбом «RedWave» — збірник з композиціями чотирьох ленінградських рок-колективів: «Аліса», «Акваріум», «Кино» і «Дивні ігри» та альбом Яни Дягілєвой з омського гурту  «Громадянська оборона» (є даниною пам'яті співачці, з якою спілкувався засновник музею Сергій Фірсов — він був продюсером їх групи і займався організацією концертів для них в Ленінграді). Також в цій ніші дбайливо складена кочегарська роба, що належить Олександру Башлачьову. Виглядає вона, як і передбачає одяг працівника котельні, непримітно: заношена, темно-сірого кольору з довгими рукавами. Ніяких нашивок, кому вона належала немає.

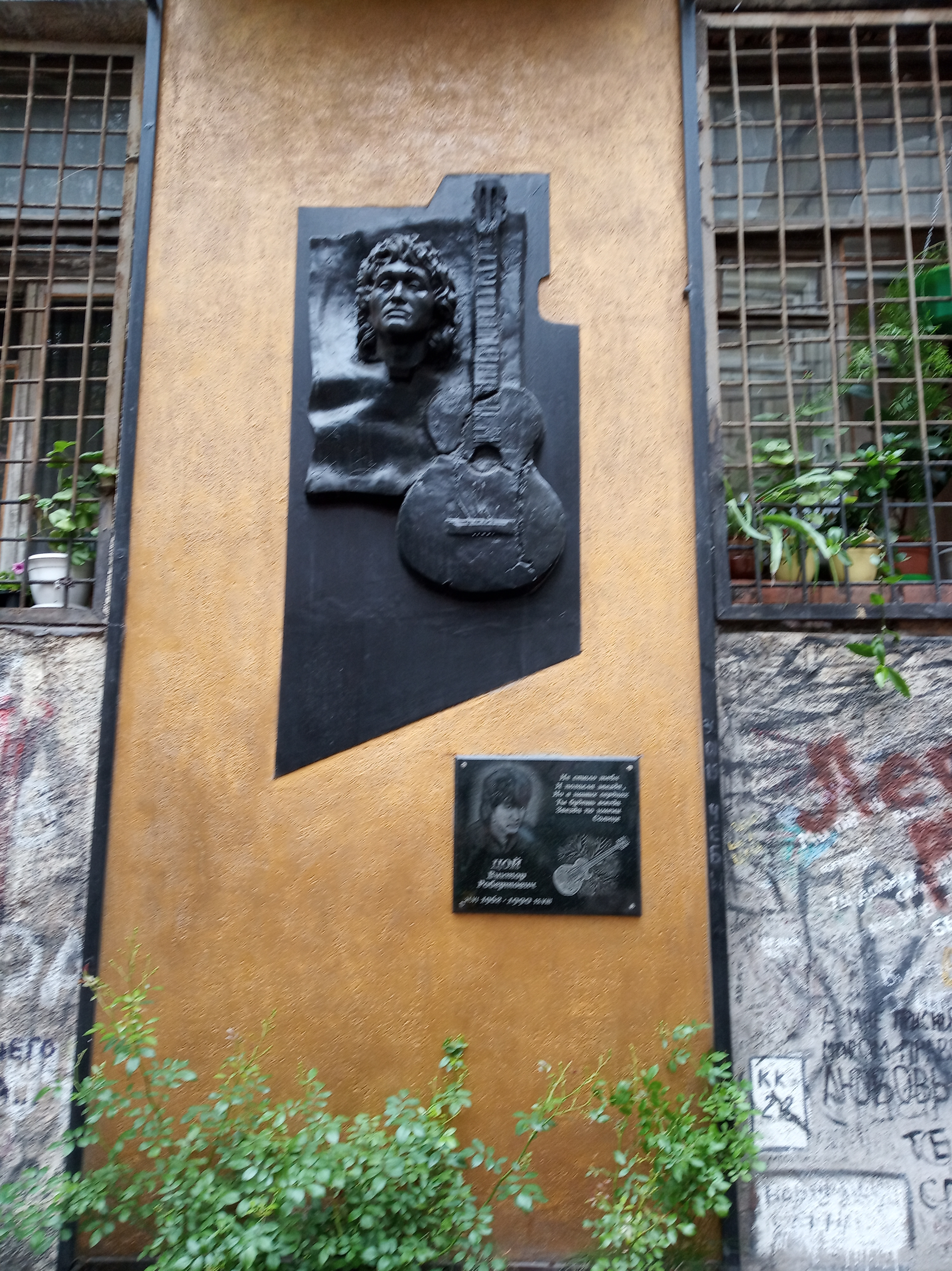
Вулиця Блохіна, 15. Скульптура Віктора Цоя біля місця, де він працював кочегаром.

Останнім і найголовнішим експонатом в цій кімнаті є справжня дванадцятиструнна гітара фабрики імені Луначарського, що належить Віктору Цою. Куплена вона була в 1978 році, ще до утворення групи «Кино». У дар музею вона була принесена дружиною музиканта — Мар'яною Цой. Кілька років, поки сама вона була жива, на її вимогу, гітару регулярно перевіряли на збереження.
У дальньому кутку кімнати розташована маленька, але добре обладнана сцена, на якій виступають починаючі рок-групи, проводяться вечори пісень Віктора Цоя. Перед сценою розташовуються ряди столів, за якими відвідувачі можуть відпочити і послухати музику. Столи виконані з дерева, і замість звичних стільців до них приєднуються лавки, що, мабуть, зроблено для того, щоб стерти кордони між відвідувачами.
У другій кімнаті котельні (площа всього півтора на два метри), котра використовувалася раніше кімнатою для переодягання, стіни покриті вирізками з газет, плакатами, старими документами, афішами і фотографіями. Можна сказати, що вони зберігають в собі всю історію ленінградського року. Перша стіна з якою знайомляться відвідувачі, прямо навпроти дверей. Вона заповнена фотографіями музикантів, зробленими в 80-х роках, деякі з фотографій ще чорно-білі.
Справа на стіні можна побачити сторінки з журналу робіт, який належав котельні «Камчатка». Всі запропоновані для огляду сторінки рясніють короткими замальовками, котрі говорять, що музиканти з гумором ставилися до своєї роботи. Трохи вище висять ще кілька малюнків Віктора Цоя. В цих робіт є назви: «Картину написати не встиг», «Гаккель ломиться в булочну за портвейном», «Бідний Нью-Йорик», «Кочегар Петя». В цій кімнаті розташовується єдине в котельні вікно, приблизно 50х30 см.
Зліва знаходиться двері в туалет. Він не використовується за призначенням, а також є частиною музею. Двері з трьома незвичайними написами:  «Туалет», «Душова» і «Музичний кабінет» Не дверях і стіні, котра до нех прилягає, знаходяться журнальні вирізки. Також тут виставлено лист змін, де робочі відзначали, коли вони заступили на чергування і вказували температуру в печі. Тут можна побачити, який почерк був у музикантів, а також розглянути їх підписи. Серед прізвищ можна знайти Цоя, Задерій, Фірсова та Соколкова. Трохи вище знаходиться картка обліку водіння автомобіля Віктора Цоя, де зазначено прізвище інструктора: Козлов В.А, дата початку та кінця навчання: 4.10.1984 - 24.10 1984 і марка автомобіля ВАЗ 21013.
Практично всі експонати музею не обладнані музейним етикетажем, тобто відсутні написи на відповідних табличках. Це ускладнює сприйняття елементів музейної колекції. Без певного запасу знань деякі експонати будуть незрозумілі відвідувачам. Також, крім етикеток, відсутні і гіпертексти, що дають велику кількість додаткової інформації по конкретній темі або періоду, цікавого глядачеві.
Музика, котра програється в музеї, не можна вважати фоном, яким вона є в деяких інших музеях, де вона виконує функцію суто розважальну або заспокійливу, допомагаючи відвідувачеві глибше перейнятися виставковими експонатами. У «Камчатці» вона є віддільним об'єктом, що привертає глядача.
Що стосується діяльності котельні, як музею, то вона розвивається не так сильно, тут не проводиться жодних екскурсій, а також відсутнє будь-яке рекламне просування. З плюсів роботи музею, можна виділити вільний вхід в музей і безкоштовну фото- і відеозйомку в приміщенні.
Все вищевикладене показує, що адміністрація «Котельні Камчатка» сильніше розвиває свою діяльність як клубу, ніж як музею.

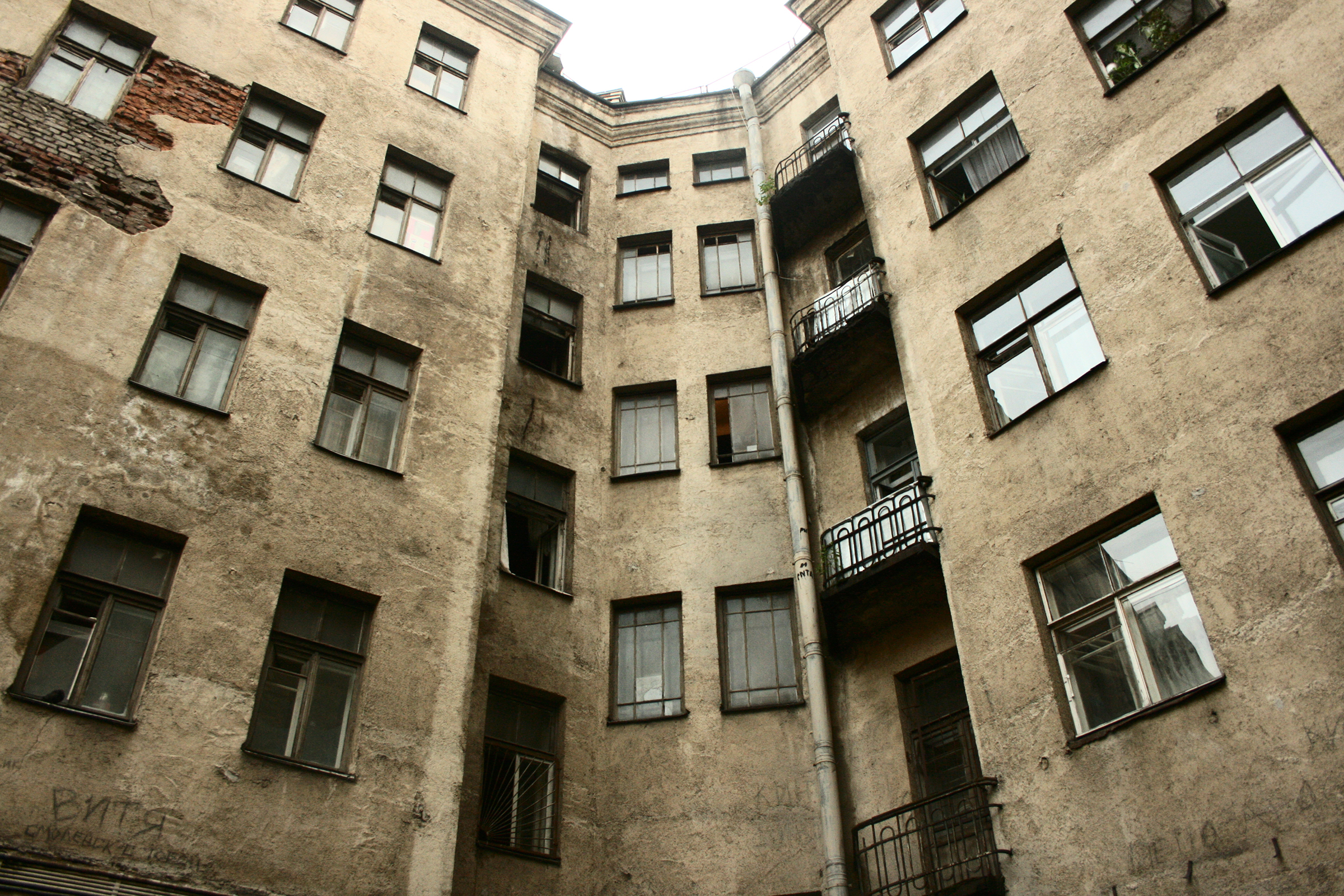
Вулиця Блохіна, будинок 15
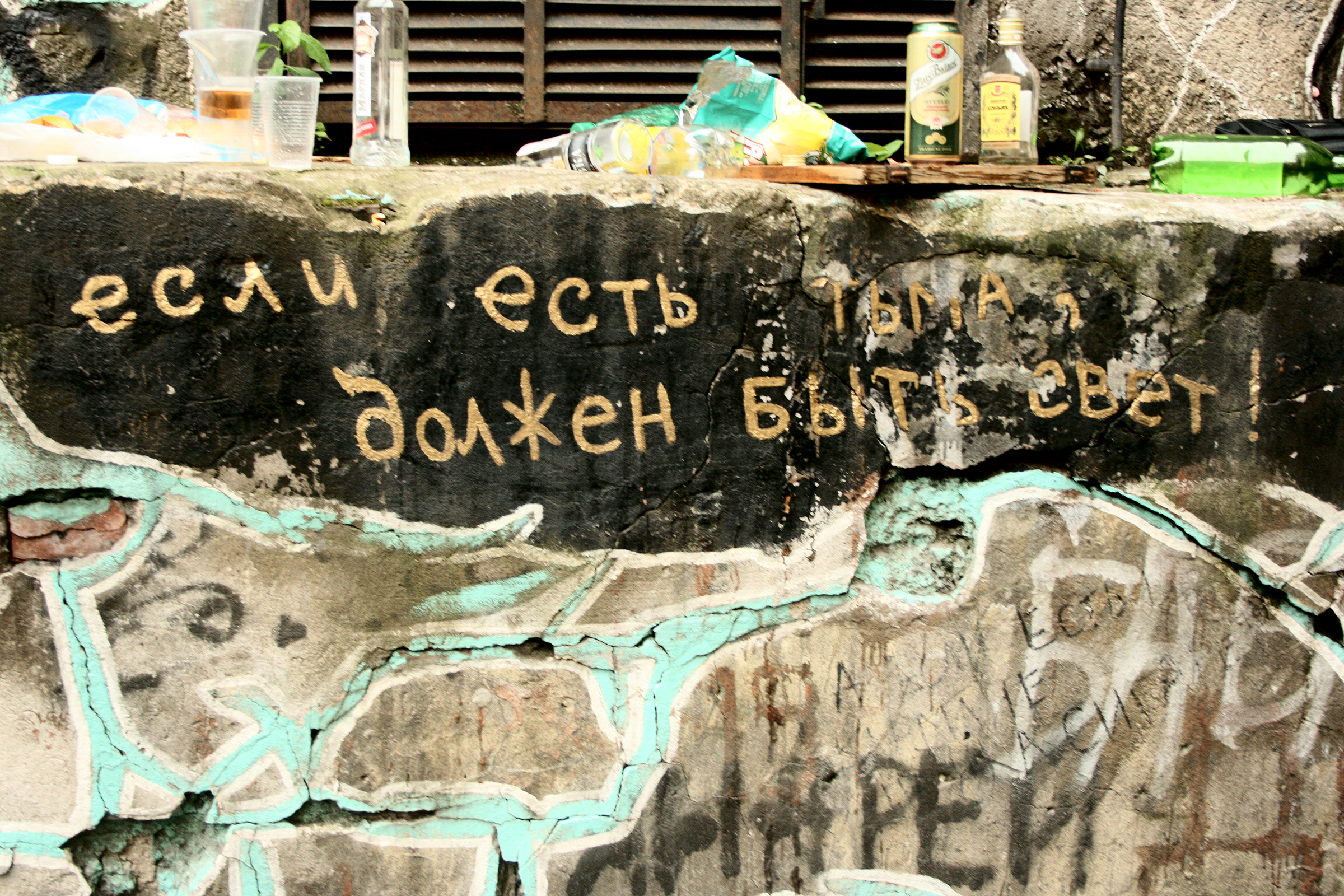
Санкт-Петербург, «Камчатка», вулиця Блохіна, 15
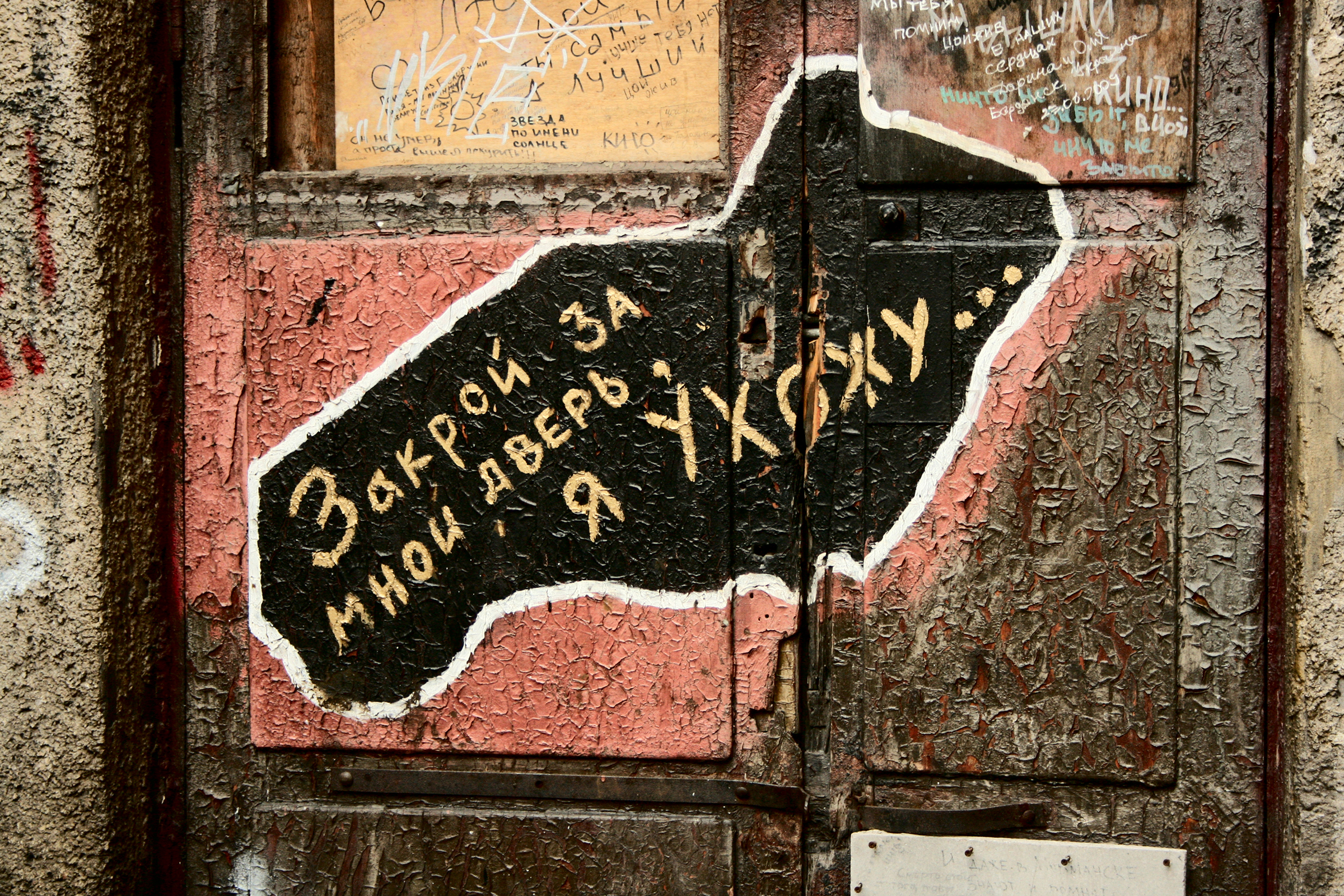
Графіті з рядком з пісні Цоя
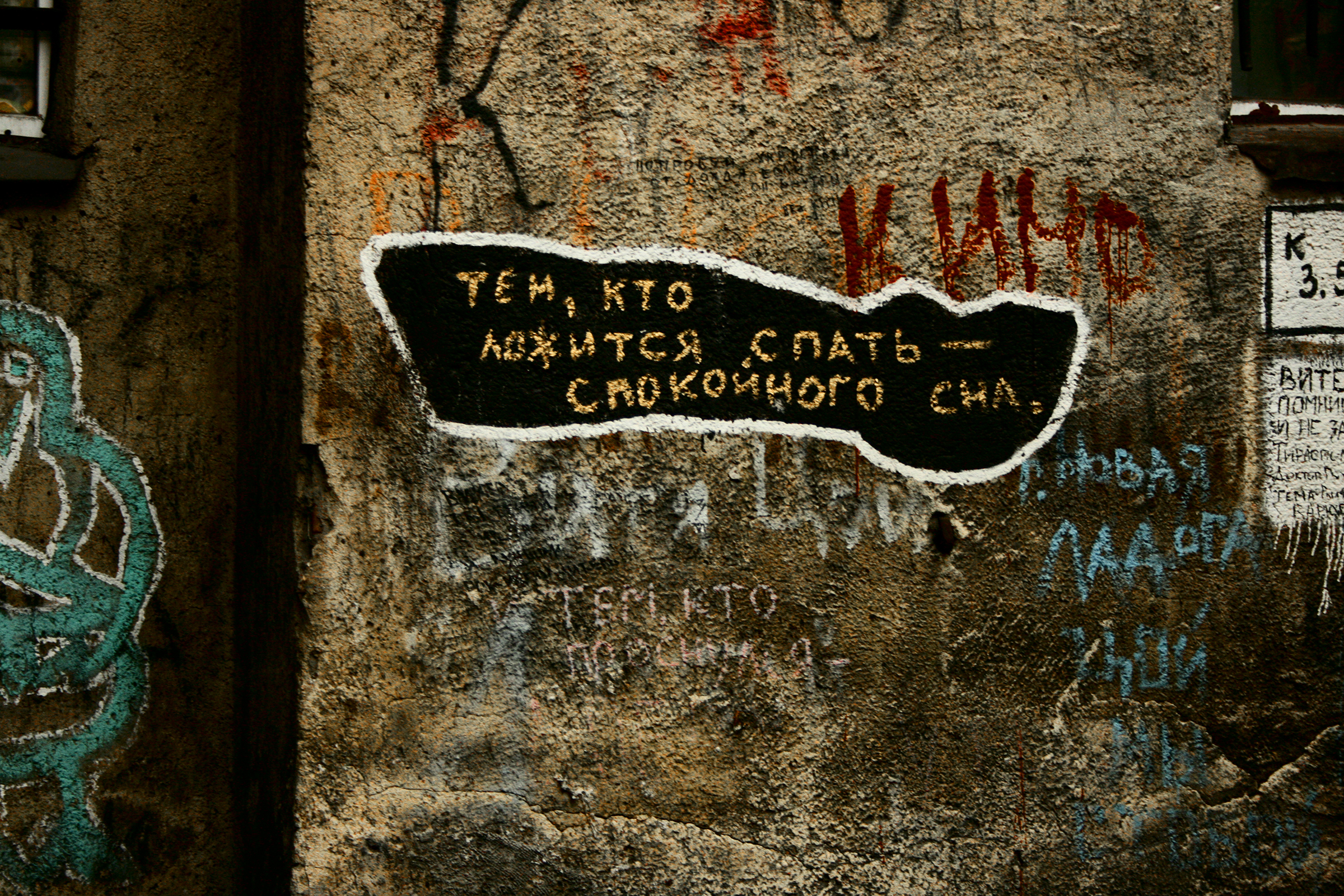
Графіті з рядком з пісні Цоя
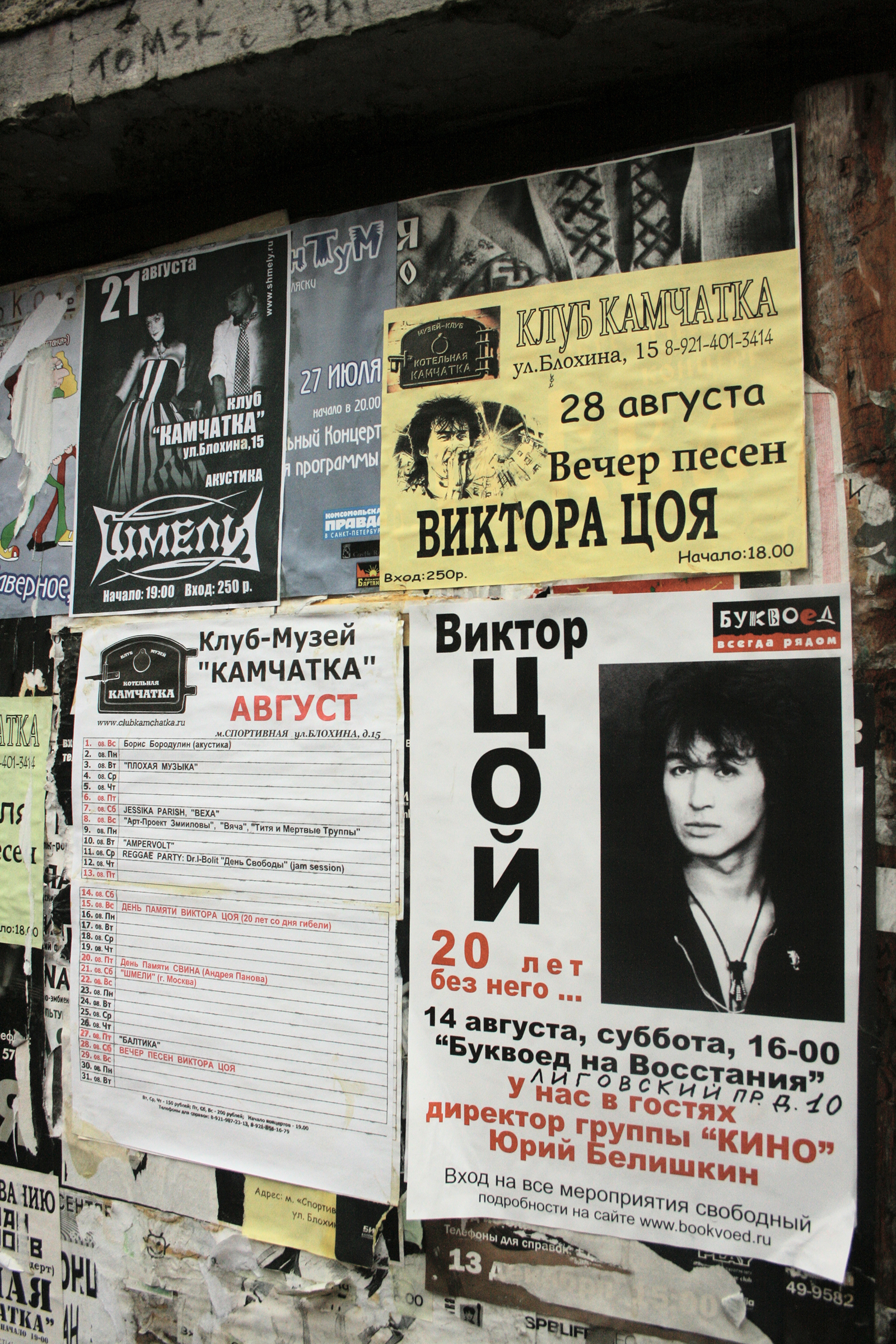
Афіша
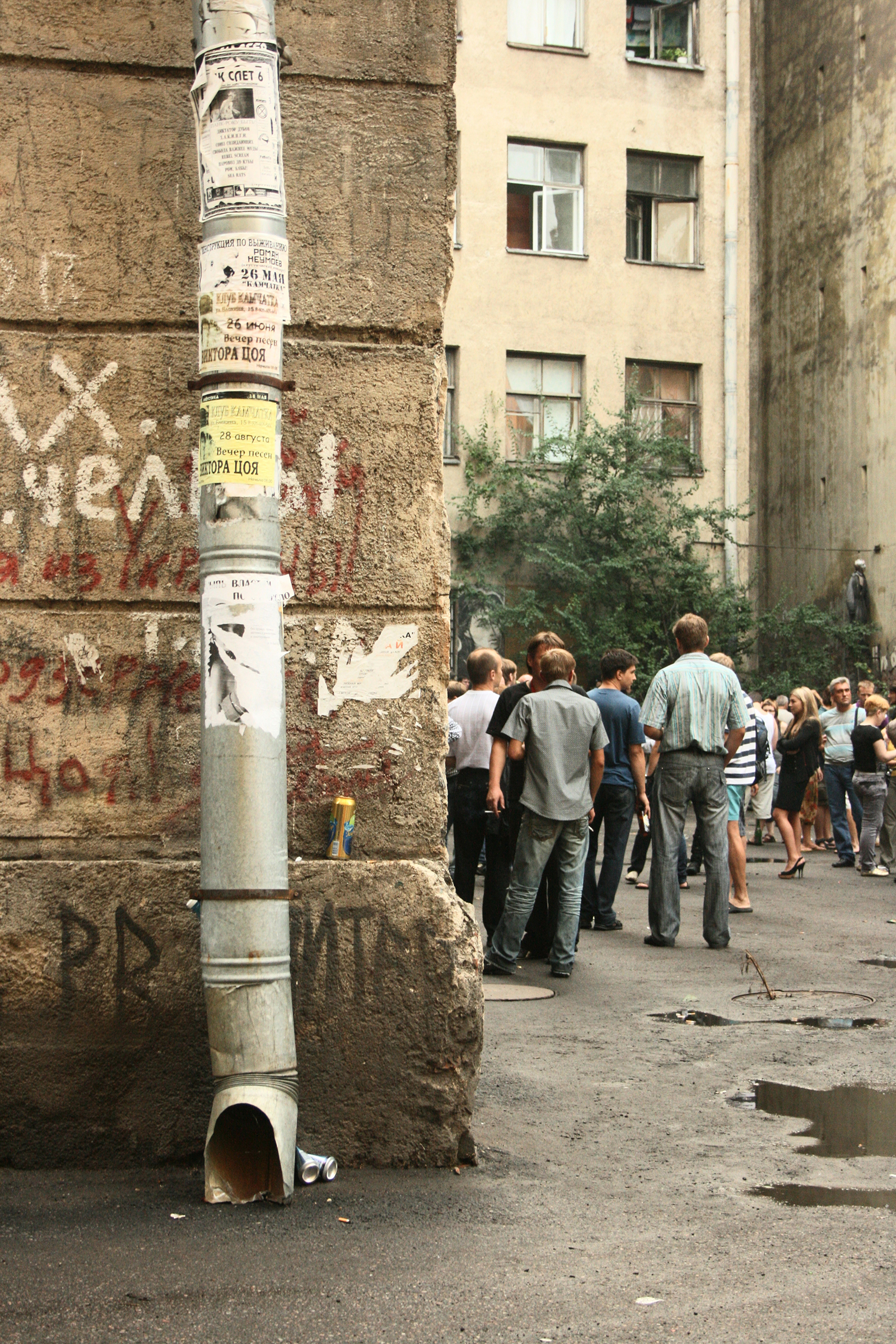
вулиця Блохіна, 15 (фото від 15 серпня 2010 року)